# 吉塘镇
吉塘镇（藏語：སྐྱིད་ཐང་，威利转写：skyid thang），是中华人民共和国西藏自治区昌都市察雅县下辖的一个乡镇级行政单位。

## 行政区划
吉塘镇下辖以下地区：
吉塘社区、色热西村、亚许村、雪协村、酉西村、达布村、卡仁村、莫东村和雪通村。